# Поново 17
Поново 17 (енгл. 17 Again) америчка је филмска комедија из 2009. године, у режији Бера Стирса, по сценарију Џејсона Филардија. Филм прати 37-годишњег човека по имену Мајк (Метју Пери), који након несреће поново постаје 17-годишњак (Зак Ефрон). Такође глуме: Лесли Ман, Томас Ленон, Мишел Трахтенберг, Мелора Хардин и Стерлинг Најт. Приказан је 17. априла 2009. године. Добио је помешане рецензије критичара и зарадио 139 милиона долара.

## Радња
У класи 1989. Мајк је звезда на свом средњошколском кошаркашком терену са својим колегом који је на месту селектора школског клуба са светлом будућношћу на дохвату руке. Али, уместо тога, он се одлучује да одбаци све како би свој живот посветио својој девојци Скарлет и беби за коју је управо сазнао да ће добити.
Скоро 20 година касније, дани славе су дефинитивно иза њега. Његов брак се распао, пропустио је унапређење на послу, његова деца тинејџери мисле да је губитник, и бива приморан да пређе код свог најбољег друга из средње школе Неда, који је постао милионер. Али Мајку се пружила још једна шанса када се неким чудом вратио у време када је имао 17 година.
Нажалост, можда изгледа као да има поново 17, али његов стил тридесетогодишњака делује потпуно јадно за доба школске генерације 2009. У покушајима да поврати своје најбоље године, Мајк би могао изгубити све најлепше ствари које су му се икада десиле.

## Улоге
| Глумац            | Улога           |
| ----------------- | --------------- |
| Метју Пери        | Мајк О’Донел    |
| Зак Ефрон         | Мајк О’Донел    |
| Лесли Ман         | Скарлет О’Донел |
| Алисон Милер      | Скарлет О’Донел |
| Томас Ленон       | Нед Голд        |
| Тајлер Стилман    | Нед Голд        |
| Мишел Трахтенберг | Меги О’Донел    |
| Стерлинг Најт     | Алекс О’Донел   |
| Мелора Хардин     | Џејн Мастерсон  |
| Хантер Париш      | Стен            |
| Никол Саливан     | Наоми           |
| Кет Грејам        | Џејми           |
| Тија Сиркар       | Саманта         |
| Мелиса Ордвеј     | Лорен           |
| Брајан Дојл Мари  | домар           |
| Џози Лорен        | Никол           |
| Џим Гафиган       | тренер Мерфи    |
| Маргарет Чо       | госпођа Дел     |